# Роман Абрагам
Роман Юзеф Абрагам (пол. Roman Józef Abraham; 28 лютого 1891 — 26 серпня 1976) — польський військовий діяч, бригадний генерал (1938). Син Владислава Абрагама. Доктор права.

## Життєпис

### До Першої світової війни
Народився у Львові. 1910 року закінчив єзуїтську гімназію в місті Хирів (тепер Старосамбірського району Львівської обл.).
Навчався у Львівському університеті на філософському та правничому факультетах. 1915 року здобув звання доктора права і політичних наук.
Брав участь у діяльності «Бартошевих дружин» та Союзу польської молоді «Зет».

### Перша світова і польсько-українська війна
Під час Першої світової війни служив у кавалерії австрійської армії, 1916 одержав звання підпоручника, 1917 — поручника.
У листопаді 1918 — учасник польсько-українських боїв за Львів. Створив власний відділ, який вів бої за залізничний вокзал, у середмісті та на Персенківці. Відділ під командуванням Абрагама першим серед польських підрозділів 22 листопада 1918 вступив на львівську площу Ринок і вивісив над ратушею польський прапор.
Від січня 1919 командував окремим батальйоном, полком й оперативною групою у складі дивізії Владислава Сікорського, що вела бойові дії в Галичині.
У польсько-радянській війні 1920 командував окремим відділом, який воював на південно-східному фронті, зокрема брав участь у битві під Задвір'ям поблизу Львова, названій «польськими Термопілами» (Абрагам під час фінальної фази цієї битви перебував у шпиталі).

### Військова служба 1920—1939
1920–1921 виконував обов'язки офіцера для спеціальних доручень при Генеральному штабі. 1921 одержав звання майора і був підряджений у Верхню Сілезію, де організував допомогу повсталим полякам.
1922–1927 викладав у Вищій військовій школі у Варшаві, зокрема очолював кафедру загальної тактики.
1928 прийняв командування над 26-м уланським полком у Барановичах. Від березня 1929 — командувач кавалерійських бригад «Торунь» і «Бидгощ», а від квітня 1937 — Великопольської кавалерійської бригади в Познані. 1938 одержав звання бригадного генерала.

### Друга світова війна
Під час німецько-польської війни 1939 очолював кавалерійську бригаду у складі армії «Познань».
Від 15 вересня 1939 керував оперативною групою «Абрагам», до складу якої входили Великопольська і Подільська кавалерійські бригади.
23 вересня 1939 очолив збірну кавалерійську бригаду, яка воювала під Варшавою. Важко поранений, потрапив до шпиталю, де 15 жовтня 1939 його арештувало гестапо. Був ув'язнений у Познані, а згодом у таборах Кротошин, Кенігштайн, Йоганнисбрунн і Мурнау.

### Останні роки життя
Звільнений американськими військами 30 квітня 1945. У жовтні 1945 повернувся до Польщі. 1950 вийшов на пенсію. Від 1956 разом із генералом Мечиславом Борутою-Спеховичем неодноразово порушував питання про захист Цвинтаря «орлят» у Львові, був співавтором меморандуму стосовно цього до прем'єр-міністра Польщі Юзефа Циранкевича та радянського лідера Леоніда Брежнєва.
Відзначений багатьма польськими бойовими нагородами. 
Помер у Варшаві.

## Звання
- підпоручник — 1916
- поручник — 1917
- ротмістр — 1918
- майор — 19 серпня 1920, затверджений 1 квітня 1920[2]
- підполковник — 1922 зі старшинством від 1 червня 1919
- полковник — 1 січня 1928
- генерал бригади — 19 березня 1938

## Нагороди
- Відзнака за поранення і контузію в чотирма зірками (2 грудня 1920)
- Хрест Оборони Львова
- Пам'ятний знак «Орлята»
- Хрест Хоробрих — нагороджений 5 разів (4 рази в 1921, 1941)[3].
- Virtuti Militari
  - срібний хрест (19 лютого 1922)[3]
  - золотий хрест (1961)[3]
- Орден Почесного легіону, кавалер (Франція; 1922)[3]
- Пам'ятна медаль учаснику війни 1918-1921 років[3]
- Медаль «Десятиліття здобутої незалежності»[3]
- Орден Академічних пальм, офіцер (Франція; до 1928)
- Золотий хрест Заслуги — нагороджений тричі (17 березня 1930, 10 листопада 1938 і 1948, останній — з мечами)[3]
- Хрест Незалежності з мечами (9 листопада 1933)[4]
- Орден Відродження Польщі
  - офіцерський хрест (10 листопада 1933)[3]
  - командорський хрест (1970)[3]
- Почесний знак колишніх учасників боїв 1920 року з нагоди Дня добровольця (1935)
- Орден Зірки Румунії, великий офіцерський хрест[3]
- Орден Леопольда I, лицарський хрест (Бельгія)[3]
- Воєнна медаль[3]
- Хрест Сілезького повстання
- Золотий почесний знак Львівського гуртка в Лондоні